# Kate Bellingham
Katherine Bellingham (Buckrose, Yorkshire del Este, 1963) es una ingeniera inglesa y presentadora de televisión conocida por su papel en el programa de ciencia de la BBC1 Tomorrow's World entre 1990 y 1994. Después de un período en el que se ocupó de otros intereses y de criar a sus hijos, reanudó su carrera de radiodifusión en 2010.

## Biografía
Bellingham nació en Buckrose, Yorkshire del Este, y se educó en la independiente Mount School en York, yendo posteriormente a la Universidad de Oxford, donde estudió Física. Se graduó en 1984. Obtuvo su Maestría en Ingeniería de Sistemas de Comunicaciones Electrónicas de la Universidad de Hertfordshire.
Bellingham está casada con el ingeniero de mantenimiento de la BBC, Martin Young. Tienen dos hijos y se establecieron en Hertfordshire.

## Carrera profesional

### Radiodifusión
Bellingham era una ingeniera de radio de la BBC que trabajaba en la BBC Broadcasting House en 1988 cuando fue seleccionada para copresentar la Conferencia anual de Faraday patrocinada por la Institution of Electrical Engineers, una gira de presentaciones en vivo para alumnos de escuelas de todo el Reino Unido. Un productor de BBC Schools la vio actuar y se le ofreció un papel de presentadora en un nuevo programa de Diseño y Tecnología llamado Techno.
Volvió a su puesto como ingeniera, pero luego se postuló para Tomorrow's World y se unió al equipo de presentadores que trabajaron en el programa en la década de 1990 durante cuatro años.
Entre los programas que ha presentado cabe mencionar los siguientes:
- BBC Radio 5 Live : The Acid Test de 1994 a 1997 y Splitting the Difference en 1996
- BBC School Radio
- BBC Radio 4 - Testing Times (serie de cuatro partes en noviembre de 1999)
- BBC2 - Working in Engineering en 1999
- The Open University
- ITV para niños: The Big Bang de 1996 a 2004

Después de alrededor de cinco años de trabajo regular en televisión, presentando numerosos eventos en vivo y presentando programas de video corporativos, Bellingham decidió enfocarse primero en su joven familia y luego seguir su principal interés profesional regresando a la universidad para obtener una Maestría en Electrónica.

### Promoción de la ingeniería (especialmente para mujeres)
Se formó y luego trabajó como profesora de matemáticas hasta julio de 2007, pero ha regresado al trabajo con los medios y a promover STEM (ciencia, tecnología, ingeniería y matemáticas) al público en general, y a los alumnos de la escuela en particular. Ella es DCSF 's STEM Career Champion (NSCC), Embajadora Educación para el Bloodhound SSC. Bellingham regresó a las pantallas de televisión en marzo de 2010 como copresentadora habitual de Museum of Life, una serie documental para BBC2 sobre el Museo de Historia Natural. Fue una de los jueces famosos del Concurso Nacional de Ciencia + Ingeniería en The Big Bang Fair en marzo de 2012, que premia a los estudiantes que han alcanzado la excelencia en un proyecto de ciencia, tecnología, ingeniería o matemáticas y otorgan premios para el Concurso Nacional de Ingeniería Talent 2030 para niñas en 2015.[cita requerida]
También participó en los Premios Británicos a la Excelencia en Ingeniería (BEEA) en octubre de 2010, un evento organizado por Eureka y New Electronics, con sede en Gran Bretaña, cuyo objetivo es promover los logros de ingeniería de las empresas británicas. Durante los premios, Bellingham usó el "e-dress" (diseñado por Abigail Williams de Amman Valley School y creado por Francesca Rosella y Ryan Genz de CuteCircuit), habló sobre el papel de la tecnología de diseño (DT) en las escuelas y su importancia para Ingeniería británica en el futuro.

## Premios y reconocimientos
En 1997, fue nombrada Doctora Honoris Causa en Tecnología por la Universidad de Staffordshire. En 2003, recibió una maestría en Electrónica de la Universidad de Hertfordshire. Es presidenta de Young Engineers, la red nacional de clubes de ingenieros en escuelas y universidades. También es patrocinadora de WISE, una organización benéfica que alienta a las mujeres jóvenes a seguir carreras en ciencias, ingeniería y construcción.
En 2011 recibió el premio Women of Outstanding Achievement Award, en parte como reconocimiento a su trabajo como coordinadora nacional de STEM para el Centro de Educación Científica de la Universidad de Sheffield Hallam.

### Artículos de noticias
- Bloodhound SSC en noviembre de 2009

### Clips de audio
- Programa Today en septiembre de 2008
- Cambio de carga en Radio 4 en 2004

### Videoclips
- Tomorrow's World 15 de abril de 1994 del Archivo de la BBC

- Datos: Q17693